# Wullenstadion
Das Wullenstadion ist eine Sportanlage in Witten-Annen. Es bietet Platz für ca. 12.000 Zuschauer, besitzt eine überdachte Sitztribüne und ist das größte Stadion der Stadt. Hier trägt der FSV Witten seine Heimspiele aus.

## Geschichte
Das Stadion wurde 1926–1927 mit einer Arbeitsbeschaffungsmaßnahme gebaut. Der Platz war Wittens erste moderne Sportanlage. Im Zweiten Weltkrieg war der Platz mit einer Flak-Batterie belegt und deshalb nicht benutzbar. Nach dem Krieg spielte hier der VfL Witten in der Saison 1947/48 in der damals erstklassigen Oberliga West. Der größte Erfolg war wohl ein 6:1 gegen die Mannschaft von Fortuna Düsseldorf.

## Heutige Nutzung
Neben den Fußballspielen des FSV Witten finden im Wullenstadion regelmäßig diverse Meisterschaften in der Leichtathletik sowie Bundesjugendspiele statt. Möglich machen dieses die vorhandenen acht Kunststoff-Rund- und Sprintgeraden. Außer dem Rasenplatz stehen noch ein zusätzlicher Ascheplatz und ein Kunstrasenplatz zur Verfügung. Das Westfalenpokalendspiel 2005 im Fußball Sportfreunde Siegen – VfL Bochum II fand in diesem Stadion statt. Zudem waren in den Jahren 2006 (Borussia Mönchengladbach) und 2008 (Borussia Dortmund) Bundesligisten zu einem Freundschaftsspiel gegen den FSV Witten zu Gast (2006: 3.800 Zuschauer und 2008: 6.500 Zuschauer). Im Jahr 2010 fand ein Internationales Freundschaftsspiel mit TV Live-Übertragung nach Portugal zwischen dem FC Porto und Trabzonspor vor 4.500 Zuschauern statt.